# MHC glykoprotein II. třídy

Schéma MHC glykoproteinu II. třídy

MHC glykoproteiny II. třídy (MHCII) jsou povrchové MHC glykoproteiny bílých krvinek, uplatňující se při zahájení specifické imunitní reakce. Hlavní funkcí molekul MHCII je prezentovat T-lymfocytu exogenní peptid, odvozený od pohlceného antigenu, tím T-lymfocyt aktivovat, a spustit tedy imunitní odpověď proti tomuto antigenu.

## Genová exprese MHCII
MHC glykoproteiny II. třídy jsou exprimovány především profesionálními antigen prezentujícími buňkami (APC), mezi které patří dendritické buňky, makrofágy a B-lymfocyty. Inducibilně mohou MHCII exprimovat neprofesionální APC, např. buňky endotelové, epitelové, nádorové a T-lymfocyty.
Geny kódující MHC glykoproteiny II. třídy se nachází v hlavním histokompatibilním komplexu, který se u lidí nachází na VI. a u myší na XVII. chromosomu. Lidé exprimují tři izotypy MHCII (HLA-DP, HLA-DQ a HLA-DR), zatímco myši pouze dva (I-A a I-E).

## Struktura
MHCII se skládá ze dvou řetězců, α a β. Na rozdíl od podjednotek MHC I, oba jsou přibližně stejně velké, okolo 30 kDa. Oba dva jsou také zakotveny v membráně a spolu vytvářejí vazebné místo pro peptid, jejž prezentují. Toto MHC II dokáží vázat peptid obvykle o délce 15-35 aminokyselin, ale i delší, což je podstatně více, než u MHCI. To je dáno tím, že žlábek, do nějž se peptid váže, není na koncích uzavřený, ale otevřený, takže peptid může na koncích přesahovat ven. Samotná vazba peptidu se odehrává na srovnatelné délce peptidu.

## Antigenní prezentace
Na molekulách MHCII jsou prezentovány hlavně peptidy exogenního původu. Antigeny, ze kterých tyto peptidy vznikají, jsou endocytovány a na MHCII se vážou v buňce. Mezi mechanizmy endocytózy, využívané antigen prezentujícími buňkami, patří fagocytóza, makropinocytóza, endocytóza zprostředkovaná receptorem a endocytóza závislá na klathrinu nebo kaveolinu. Endocytovaný antigen je transportován do specializovaných pozdních endozómů, zvaných také MIIC kompartmenty (MHCII rich compartments). Sem také z Golgiho aparátu přichází MHCII molekuly v komplexu s dalším transmembránovým proteinem, zvaným invariantní řetězec (Ii), který se na ně navázal už v endoplasmatickém retikulu. Funkcí Ii je bránit navázání endogenních peptidů na MHCII během jeho cesty sekretorickou drahou. V MIIC kompartmentu jsou pohlcený antigen a Ii proteolyticky štěpeny a zbytek Ii na MHCII je za pomoci proteinu HLA-DM vyměněn za peptidový fragment, pocházející z antigenu. Komplex peptid-MHCII je následně transportován na povrch buňky, kde je antigen prezentován na TH lymfocytu. Na MHCII mohou být však kromě exogenních peptidů vystavovány i peptidy endogenního původu. Může se jednat o peptidy, pocházející z proteinů rezidentních v endozomálním systému nebo z proteinů, transportovaných tímto systémem do lyzozómů. Na MHCII se také mohou dostat organizmu vlastní peptidy, pocházející z fagocytovaných apoptotických tělísek nebo autofagozómů. 

## Interakce
Pro aktivaci T-lymfocytů je zásadní interakce MHCII s T-buněčným receptorem (TCR) a s jeho koreceptorem CD4 (pro MHCI je to CD8). TCR rozeznává MHC v místě navázaného peptidu. Pro úspěšnou aktivaci T-lymfocytu tak musí specificky rozeznat nejen MHC, ale i peptid exogenního původu, což je principem reakce na patogeny v organismu. CD4 se na MHCII váže bez ohledu na navázaný peptid a umožňuje, aby na MHCII reagovala jen ta podmnožina T-lymfocytů, která CD4 exprimuje, tedy pomocné T-lymfocyty (TH lymfocyty, CD4+ T-lymfocyty). Navíc je k aktivaci T-lymfocytu potřeba ještě kostimulace pomocí CD28, který exprimují pouze APC aktivované signálem nebezpečí, například pomocí Toll-like receptorů. Bez této kostimulace T-lymfocyt přechází do anergie nebo apoptózy.

## Imunologická synapse
Rozezná-li CD4+ T-lymfocyt pomocí svého antigenního receptoru (TCR) komplex MHCII s peptidem na povrchu APC, dojde k jejich vazbě a následnému vzniku molekulární struktury mezi APC a T-lymfocytem, která se nazývá imunologická synapse (IS). IS lze rozdělit centrální a periferní oblast, respektive cSMAC a pSMAC (supramolecullar activation cluster). Ústředními molekulami cSMAC jsou MHCII a TCR s koreceptorem CD4. Dále je zde molekula CD40 na APC straně IS a její ligand CD40L (= CD154) na T-lymfocytární straně. V cSMAC na T-lymfocyty se také nachází kostimulační molekula CD28, která interaguje s molekulou CD80 nebo CD86 na povrchu APC. Periferii IS (pSMAC) tvoří kruh adhezivních molekul ICAM a LFA-1, důležitých pro stabilitu IS. Součástí IS jsou také cytoplasmatické molekuly lokalizované pod membránou. Patří mezi ně proteiny účastnící se signalizace, vedoucí z receptorů v IS (např. protein kináza Cθ nebo Lck), a regulace cytoskeletu (v T-lymfocytu je do IS orientováno mikrotubuly organizující centrum – MTOC).
IS může být strukturou různě stabilní (interakce trvá několik minut až hodin), což je ovlivněno mírou zralosti T-lymfocytu, druhem APC, množstvím antigenu prezentovaného na MHCII a komplexitou prostředí, kde se interakce odehrává. IS může být také do různé míry uspořádaná. Nejvyšší uspořádaností se vyznačuje stabilní monocentrická synapse s přesně vymezeným cSMAC a pSMAC. Od monocentrické IS je pak odvozena sekreční synapse, v jejímž středu se kromě cSMAC nachází další doména, kde probíhá exocytóza aktivních molekul, jako jsou cytokiny nebo granzymy a perforiny. Sekreční synapse je například mezi B-lymfocytem a pomocným T-lymfocytem, který sekretuje cytokiny přispívající k vývoji B-lymfocytu v plazmatickou buňku produkující protilátky. Mezi T lymfocytem a APC mohou dále vznikat méně uspořádané synapse, tzv. multicentrické IS, nebo synapse, kde rozdělení molekul do cSMAC a pSMAC chybí. 

## Signalizace MHCII
Kromě své klasické funkce prezentovat antigen T-lymfocytu slouží MHCII také jako receptor zprostředkovávající signalizaci vedoucí do APC, a ovlivňující tak její další osud. Stimulace MHCII na povrchu dendritických buněk je důležitá pro jejich zrání, produkci cytokinů a podporuje transport komplexů peptid-MHCII na povrch buňky. U B-lymfocytů byla po stimulaci MHCII pozorována jejich proliferace, produkce protilátek a zvýšení adhezivity k T-lymfocytu a exprese kostimulačních molekul CD80 a CD86. Signalizace zprostředkovaná MHCII může tedy vést k proliferaci a diferenciaci APC. Po stimulaci MHCII může být ale také spuštěna apoptóza APC, a signalizace MHCII se tedy může podílet jak na zahájení, tak i na ukončení imunitní odpovědi.
Mezi signalizační události po stimulaci MHCII patří: aktivace proteinových kináz z rodiny Src a Syk, protein kinázy C, MAP kináz Erk a p38, fosfatidylinositol-3 kinázy, fosfolipázy Cγ a mobilizace vápníku. [5] Signalizace MHCII také vede k aktivaci transkripčních faktorů NFAT a AP-1.
MHCII má jen velmi krátkou intracelulární část bez signalizačních motivů, a pro přenos signálu z MHCII do buňky je tedy nutná asociace s další signalizační molekulou. Mezi molekuly zprostředkovávající signalizaci MHCII patří CD19, CD20, MPYS a heterodimer Igα/Igβ (=CD79a/CD79b), jehož hlavní funkcí je zprostředkování signalizace BCR.
Signalizace MHCII je spouštěna především vazbou TCR při prezentaci antigenu. MHCII může být ale také stimulován vazbou superantigenu, molekuly LAG-3 (=CD223) nebo protilátky proti MHCII, čehož se využívá hlavně experimentálně.

## Onemocnění spojená s MHCII
Porucha exprese MHCII způsobuje závažnou imunodeficienci, která se nazývá MHCII deficience nebo také syndrom holých lymfocytů. Nepřítomnost MHCII v imunitním systému vede k poruše vývoje CD4+ T-lymfocytů. V thymu totiž nemůže docházet k jejich pozitivní selekci rozeznáním komplexu peptid-MHCII na thymocytech prezentujících antigen a i když se malé množství CD4+ T-lymfocytů přesto vyvine, nemůže být následně aktivováno antigen prezentujícími buňkami, protože ani ty MHCII neexprimují. Deficit CD4+ T-lymfocytů následně vede k poruše tvorby protilátek, protože B-lymfocyty nedostávají od CD4+ T-lymfocytů pomocný signál. Deficience MHCII není způsobena mutací v genu pro MHCII glykoprotein samotný, ale mutacemi v genech pro jeho transkripční faktory, a to CIIT (MHC class II transactivator), RFXANK, RFX5 nebo RFXAP.
MHCII glykoproteiny hrají také důležitou roli při vzniku autoimunitních onemocnění, některé alely MHCII totiž zvyšují sklon k rozvoji těchto chorob.
| Onemocnění                    | Alela       |
| ----------------------------- | ----------- |
| Goodpastureův syndrom         | HLA-DR2     |
| Roztroušená skleróza          | HLA-DR2     |
| Gravesova choroba             | HLA-DR3     |
| Myasthenia gravis             | HLA-DR3     |
| Systémový lupus erythematodes | HLA-DR3     |
| Diabetes mellitus typu I      | HLA-DR3/DR4 |
| Revmatoidní artritida         | HLA-DR4     |
| Pemphigus vulgaris            | HLA-DR4     |
| Hashitomova tyroiditida       | HLA-DR5     |